# Harold Robbins
Harold Robbins (Nova Iorque, 21 de maio de 1916 — Palm Springs, 14 de outubro de 1997) foi um escritor estadunidense.

## Biografia
Registrado com o nome de Harold Rubin, Robbins passou a infância num orfanato. Frequentou a Escola Secundária George Washington e, depois de deixar a escola, começou a trabalhar em vários empregos.
Robbins começou aos 20 anos vender açúcar para o comércio atacadista. No início da Segunda Guerra Mundial, Robbins tinha perdido a sua fortuna e se mudou para Hollywood, onde trabalhou nos estúdios da Universal, primeiro como um balconista de remessa. Depois ele se tornou um executivo de estúdio.
O primeiro livro dele, Nunca Ame um Estranho, no Brasil, O Indomável (Never love a stranger), (1948) utilizou a própria vida dele como um órfão nas ruas de Nova York e criou controvérsia com sua sexualidade gráfica.
Ian Parker diz que de acordo com Robbins, Pat Knopf comprou o livro porque "foi a primeira vez li um livro em que numa página você teria lágrimas e na próxima página você teria um espanto."
Os Comerciantes de Sonho, no Brasil, Os implacáveis (1949) era sobre a indústria de filme de Hollywood. Novamente Robbins misturou as próprias experiências, fatos históricos, melodrama, sexo, e ação em uma história ágil e comovente.
O romance Uma prece para Danny Fisher (1952) foi adaptado para o cinema sob o título King Creole, no Brasil, Balada Sangrenta (1958), contou com a participação de Elvis Presley.
Ele se tornaria um dos maiores autores de best seller do mundo, publicando mais de 20 livros que foram traduzidos em 32 idiomas e vendido mais de 50 milhões de cópias. Entre os livros mais conhecidos dele está Os insaciáveis (The Carpetbaggers), baseado na vida de Howard Hughes, que leva o leitor de Nova York para a Califórnia, da prosperidade da indústria aeronáutica para a fascinação de Hollywood. Sua sequência, Os predadores (Raiders), foi publicada em 1995.
Em 1982, Robbins, devido a problemas num quadril foi forçado a usar uma cadeira de rodas, no entanto nunca deixou de escrever.
Ele visitou muitas vezes a Riviera Francesa e Monte Carlo (Mônaco) até a sua morte no dia 14 de outubro] de 1997 de parada cardiorrespiratória aos 81 anos. Ele foi cremado e suas cinzas encontra-se no Forest Lawn Cemetery (Cathedral City), Califórnia.
Harold Robbins tem uma estrela na Calçada da Fama, em Hollywood, na 6743 Boulevard de Hollywood.
Após a morte de Harold Robbins, sua última esposa escolheu Junius Podrug para continuar sua obra.

## Obras
| Nº Sequencial | Título original em inglês            | Título no Brasil            | Tradutor(a) para o Brasil   | Título em Portugal                                               | Tradutor(a) para Portugal                                                           | Lançamento |
| ------------- | ------------------------------------ | --------------------------- | --------------------------- | ---------------------------------------------------------------- | ----------------------------------------------------------------------------------- | ---------- |
| 01            | Never Love A Stranger                | O indomável                 | Nelson Rodrigues            | Amar um desconhecido ou Não ames um desconhecido                 | Maria Inácia Guerreiro - Silva Calamba de Almeida                                   | 1948       |
| 02            | The Dream Merchants                  | Os implacáveis              | Nelson Rodrigues            | Os vendedores de sonhos ou Os mercadores de sonhos               | Maria Helena Gonçalves Fernandes - Orlando Neves                                    | 1949       |
| 03            | A Stone for Danny Fisher             | Uma prece para Danny Fisher | Nelson Rodrigues            | Todos os dias da minha vida                                      | Maria Luisa Feijó                                                                   | 1951       |
| 04            | Never Leave Me                       | Ninguém é de ninguém        | Nelson Rodrigues            | O contrato ou Os abandonados                                     | Ana Videira Lopes - Eduardo Saló                                                    | 1953       |
| 05            | 79 Park Avenue                       | 79 Park Avenue              | Nelson Rodrigues            | 79 Park Avenue, agência de modelos ou Uma mulher: 79 Park Avenue | Maria João Bento - Maria Amália Rocha                                               | 1955       |
| 06            | Stiletto                             | Stiletto                    | Nelson Rodrigues            | Stiletto ou A dívida ou O estilete                               | Maria Adelaide Correia - Eduardo Saló                                               | 1960       |
| 07            | The Carpetbaggers                    | Os insaciáveis              | Nelson Rodrigues            | Os insaciáveis                                                   | Maria de Lurdes Medeiros - Daniel Gonçalves                                         | 1961       |
| 08            | Where Love Has Gone                  | Escândalo na sociedade      | Nelson Rodrigues            | A chantagem ou Para onde foi o amor                              | Maria de Lurdes Medeiros - Jorge Vidal Pessoa                                       | 1962       |
| 09            | The Adventurers                      | Os libertinos               | Nelson Rodrigues            | Os aventureiros                                                  | Maria João Bento - Armando Rodrigues                                                | 1966       |
| 10            | The Inheritors                       | Os herdeiros                | Nelson Rodrigues            | Os herdeiros                                                     | Maria Inácia Guerreiro - Maria Eugênia Retorta                                      | 1969       |
| 11            | The Betsy                            | O garanhão                  | Nelson Rodrigues            | Competição implacável ou Corrida contra o tempo ou ainda Betsy   | Maria Ondina Soares Fernandes Braga - Maria de Lurdes Medeiros - Maria Emília Moura | 1971       |
| 12            | The Pirate                           | O machão                    | Nelson Rodrigues            | O pirata                                                         | Teresa Nogueira                                                                     | 1974       |
| 13            | The Lonely Lady                      | A mulher só                 | Nelson Rodrigues            | A dama solitária ou A mulher só                                  | Ana Maria Braga - Ayla Monteiro                                                     | 1976       |
| 14            | Dreams Die First                     | Os sonhos morrem primeiro   | Nelson Rodrigues            | Primeiro morrem os sonhos ou Os sonhos morrem cedo               | Maria Ondina Braga - Maria João Bento                                               | 1977       |
| 15            | Memories of Another Day              | Os ambiciosos               | A. B. Pinheiro de Lemos     | A força do passado ou Os ambiciosos ou Memórias dum outro dia    | Maria João Bento - Idalina Amaro - Maria Adelaide Freire                            | 1979       |
| 16            | Goodbye, Janette                     | Adeus Janette               | A. B. Pinheiro de Lemos     | Goodbye Janette ou Adeus, Janette                                | Helena Domingos - Isabel Veríssimo                                                  | 1981       |
| 17            | The Storyteller                      | O contador de histórias     | A. B. Pinheiro de Lemos     | O contador de histórias ou O escritor                            | Maria Emília Ferros Moura - Ana Maria Sampaio                                       | 1982       |
| 18            | Spellbinder                          | Atire a primeira pedra      | A. B. Pinheiro de Lemos     | Orador fascinante ou O pregador                                  | Maria Ludovina Ferreira Figueiredo - Bernadete Pinto Leite                          | 1982       |
| 19            | Descent from Xanadu                  | Os pervertidos              | A. B. Pinheiro de Lemos     | Descendente de Xanadu ou Regresso de Xanadu                      | Maria Luísa Gonçalves dos Santos - Inês Bussi                                       | 1984       |
| 20            | The Piranhas                         | Os estupradores             | A. B. Pinheiro de Lemos     | Piranhas                                                         | Mário Matos                                                                         | 1986       |
| 21            | The Raiders                          | Os predadores               | A. B. Pinheiro de Lemos     | Os invencíveis                                                   | Isabel Veríssimo                                                                    | 1995       |
| 22            | The Stallion                         | Os devassos                 | A. B. Pinheiro de Lemos     |                                                                  |                                                                                     | 1996       |
| 23            | Tycoon                               | O magnata                   | A. B. Pinheiro de Lemos     | Ricos e belos                                                    | Susana Barata                                                                       | 1997       |
| 24            | The Predators                        | Os caçadores                | Oliveira Júnior             | Predadores                                                       | Susana Barata                                                                       | 1998       |
| 25            | The Secret                           | O segredo                   | Oliveira Júnior             | O segredo                                                        | Isabel Veríssimo                                                                    | 2000       |
| 26            | Never Enough                         | Nunca é o bastante          | Alda Porto                  | Nunca é demais                                                   | Catarina Silva                                                                      | 2001       |
| 27            | Sin City (com Junius Podrug)         | A cidade do pecado          | Eliane Fraga                | A cidade do pecado                                               | Susana Serrão                                                                       | 2002       |
| 28            | Heat of Passion (com Junius Podrug)  | No calor da paixão          | Eliane Fraga                | O calor da paixão                                                | Susana Serrão                                                                       | 2003       |
| 29            | The Betrayers (com Junius Podrug)    | Os traidores                | Michele Gerhardt Macculloch | Os traidores                                                     | Rita Guerra                                                                         | 2004       |
| 30            | Blood Royal (com Junius Podrug)      | Sangue azul                 | Michele Gerhardt Macculloch | Sangue Real                                                      | Isabel Veríssimo                                                                    | 2005       |
| 31            | The Devil to Pay (com Junius Podrug) | Brincando com o diabo       | Michele Gerhardt Macculloch | A qualquer preço                                                 | Teresa Pinto Pereira                                                                | 2006       |
| 32            | The Looters (com Junius Podrug)      | Os saqueadores              | Michele Gerhardt Macculloch | Os saqueadores                                                   | Claudete Soares                                                                     | 2007       |
| 33            | The Deceivers (com Junius Podrug)    | Os enganadores*             |                             | Os impostores                                                    | Catarina Fonseca                                                                    | 2008       |
| 34            | The Shroud (com Junius Podrug)       | O sudário*                  |                             |                                                                  |                                                                                     | 2009       |
| 35            | The Curse (com Junius Podrug)        | A maldição*                 |                             |                                                                  |                                                                                     | 2011       |

- Tradução livre, não se tem notícia de publicação no Brasil